# Pseudomyrmex elongatulus
Pseudomyrmex elongatulus es una especie de hormiga del género Pseudomyrmex, subfamilia Pseudomyrmecinae.
Esta es una especie muy extendida y común desde México hasta Argentina. Ojos largos, cabeza predominantemente opaca y tamaño pequeño (HW 0.56-0.68), estas son algunas de las características de Pseudomyrmex elongatulus.

## Historia
Esta especie fue descrita científicamente por Dalla Torre en 1892.